# Serhat Kılıç
Serhat Mustafa Kılıç (* 8. Juli 1975 in Ankara) ist ein türkischer Schauspieler.

## Leben
Die Familie von Serhat Kılıç kommt aus Malatya, er ist jedoch 1975 in Ankara geboren und dort auch aufgewachsen. In den Jahren 1994 bis 1998 studierte er an der Bilkent-Universität in Ankara und machte seinen Abschluss in Musik, darstellende Kunst und Theaterwissenschaft. Von 1992 bis 2001 moderierte er verschiedene Radiosendungen. Im Jahr 2005 erhielt er zusätzlich seinen Master an der Hacettepe-Universität in Ankara. An der Atatürk-Universität in Erzurum lehrte Serhat Kılıç von 2004 bis 2005 als Dozent in der Fakultät für bildende Kunst und Theaterwissenschaft. In einem Theater spielte er selbst 1999 zum ersten Mal, 2006 reiste er nach Istanbul und tritt dort seitdem regelmäßig in verschiedenen Theatern auf und spielt in diversen Filmen mit.

## Theater
- 1998: Barış Adası Korsanlara Karşı
- 1998: Kayıplar
- 1999: Bir Yaz Gecesi Rüyası
- 1999: Müfettiş
- 2000: Getto
- 2000: Azizname
- 2002: Taşrada Bir Gün
- 2003: Scapin'in Dolapları
- 2003: Morgan Dağından İniş
- 2004: Begendiğiniz Gibi
- 2004: Memurin Faslı
- 2005: Sevgili Doktor
- 2005: Karımla Evleniyorum (Nikah Kağıdı)
- 2006: Böcek
- 2007: Oyunun Oyunu
- 2008: Vur Yagmala Yeniden
- 2009: İntiharın Genel Provası

## Filmografie

### Kinofilme
- 2008: Nokta
- 2010: Veda
- 2011: Elia's Journey
- 2014: Winterschlaf (Kış Uykusu)

### Fernsehserien
- 2000: Bizim Evin Halleri
- 2001: Saksıdaki Ağaç
- 2006–08: Hatırla Sevgili
- 2008–09: Yol Arkadaşım
- 2009: Benim Annem Bir Melek
- 2010–11: Ezel, Uluç Bayraktar
- 2012–16: Seksenler
- 2017–19: Söz, Çolak
- 2021– : Marasli, Necati
- 2021 :Kuruluş Osman, mihail köses

## Sonstiges

### Fernsehsendungen
- 2000–07: Mutluluğun Anahtarı Küçük Şeyler
- 2008–11: Paranoyak
- 2009–10: Uyanık Bar
- 2010–13: Heberler
- 2013: İnan Bana

### Radiosendungen
- 1992–94: Radio Night & Day
- 1994–97: Baykuş & Karga
- 2000–01: Geceden Sabaha